# محمد حقاني
محمد حقاني (بالفارسية: محمد حقانی) هو ناشط إصلاحي إيراني  خدم كعضو في مجلس مدينة طهران.
تم تعيينه قائماً بأعمال رئيس بلدية طهران في 19 فبراير 2002. 